# ジョージ・ダグラス (第13代モートン伯爵)

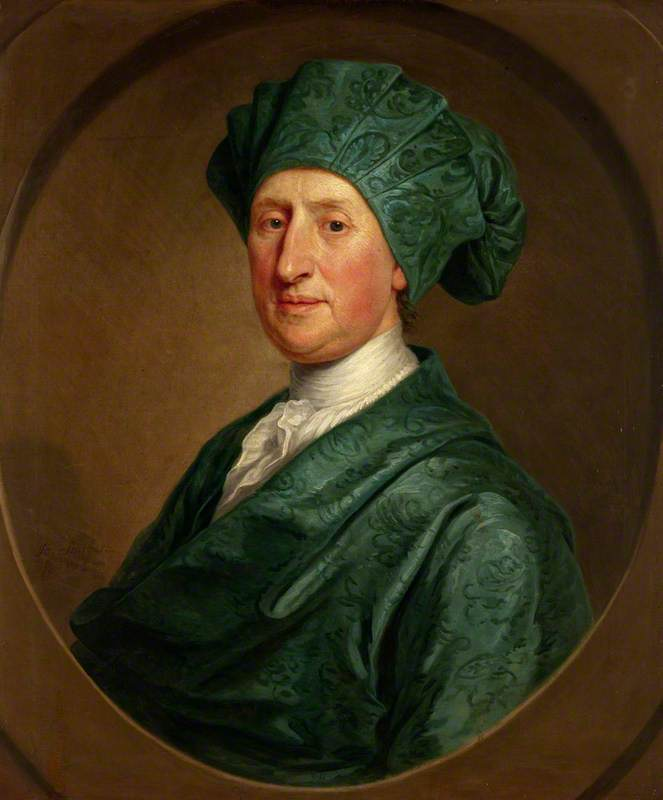
ジョン・スミバートによる肖像画、1727年画。

第13代モートン伯爵ジョージ・ダグラス（英語: George Douglas, 13th Earl of Morton、1662年 – 1738年1月4日）は、スコットランド貴族、軍人、政治家。1681年から1730年までジョージ・ダグラス閣下の儀礼称号を使用し、1708年から1730年まで庶民院議員を務めた。

## 生涯
第10代モートン伯爵ジェームズ・ダグラスとアン・ヘイ（Anne Hay、初代準男爵ジェームズ・ヘイの娘）の四男として、1662年に生まれた。1685年にスコットランド陸軍に入隊、以降昇進を続けた後1709年に軍から引退した。
1708年イギリス総選挙でクイーンズベリー公爵派の一員としてスコットランドのラナーク・バーグス選挙区で当選したが、このときは活動的ではなく、投票もヘンリー・サシェヴェレルの弾劾が審議されたときの1回だけだった。1710年イギリス総選挙で再選した後はより活動的になったが、1713年イギリス総選挙以降は活動が少なく一時はトーリー党かホイッグ党かで意見が分かれたほどだった。1715年イギリス総選挙でラナーク・バーグス選挙区から再選を果たした後は1回を除き与党ホイッグ党の一員として投票、1722年イギリス総選挙ではラナーク・バーグス選挙区で落選したもののオークニーおよびシェトランド選挙区で当選して議席を保ち、1727年イギリス総選挙でも再選した。1725年、オークニーおよびシェトランド統監に任命され、1738年に死去するまで務めた。
兄ジェームズ（1715年12月7日没）とロバート（1730年1月22日没）が生涯未婚のまま死去すると、モートン伯爵の爵位を継承した。その後、1730年から1734年までスコットランド貴族代表議員を務め、1733年から1738年までスコットランド副提督を務めた。貴族代表議員としては1733年5月の南海会社に関する弁論で与党の一員として投票した。
1738年1月4日に死去、長男ジェームズが爵位を継承した。

## 人物
デイヴィッド・ウィルキンソン（David Wilkinson）は『英国下院史』への寄稿で軍人としてのダグラスを「有能ながら平凡」（competent but undistinguished）と評した。

## 家族
1人目の妻はアレクサンダー・ミュアヘッド（Alexander Muirhead）の娘だったが、2人の間で成人した子女はいなかった。その後、フランシス・アッダリー（Frances Adderley、ウィリアム・アッダリーの娘）と再婚、3男を儲けた。
- ジェームズ（1702年 – 1768年） - 第14代モートン伯爵
- ロバート（英語版）（1703年頃 – 1745年） - 軍人、庶民院議員